# Syngrapha interrogationis
Syngrapha interrogationis là một loài bướm đêm trong họ Noctuidae.

## Hình ảnh

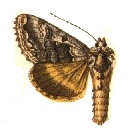
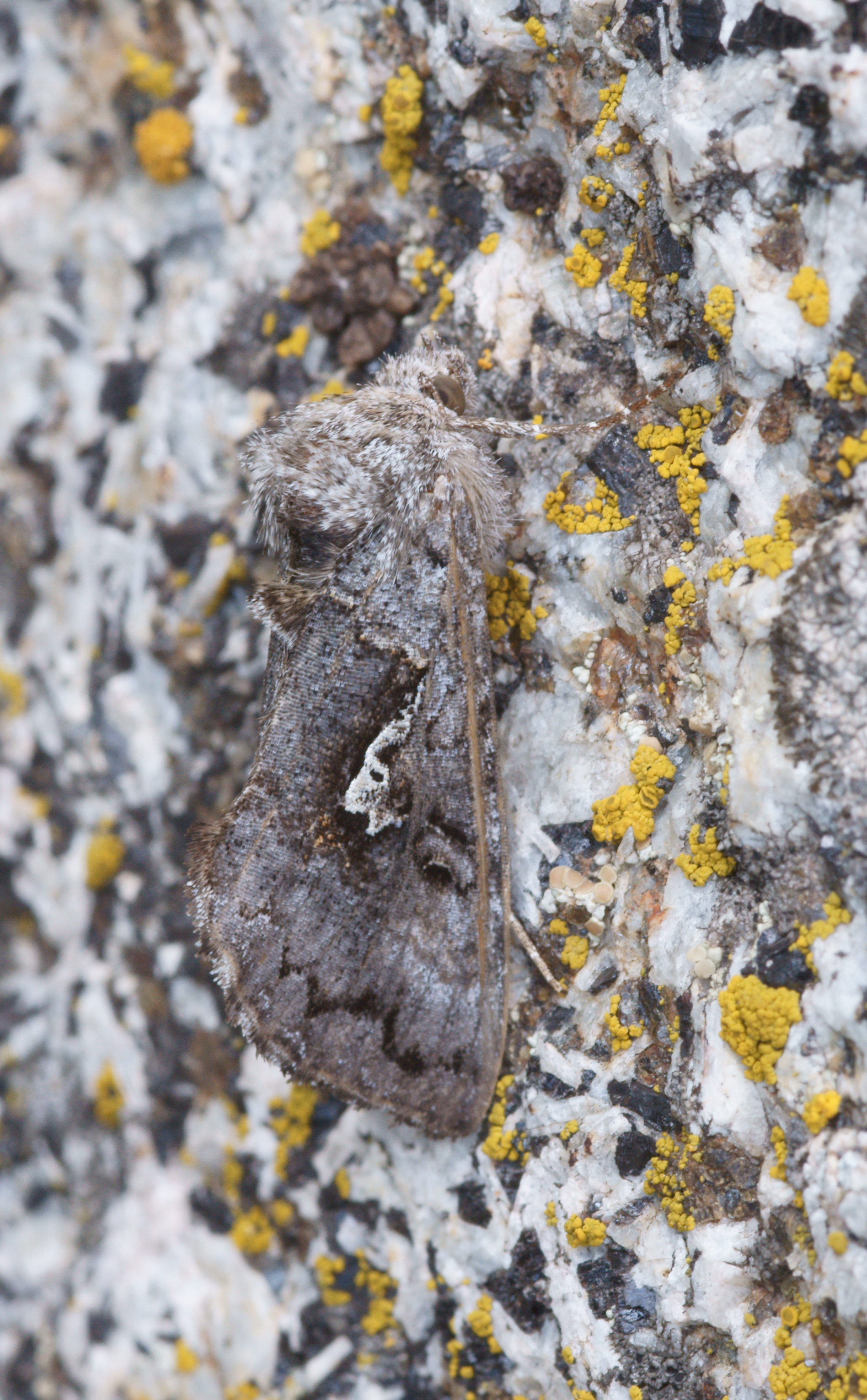
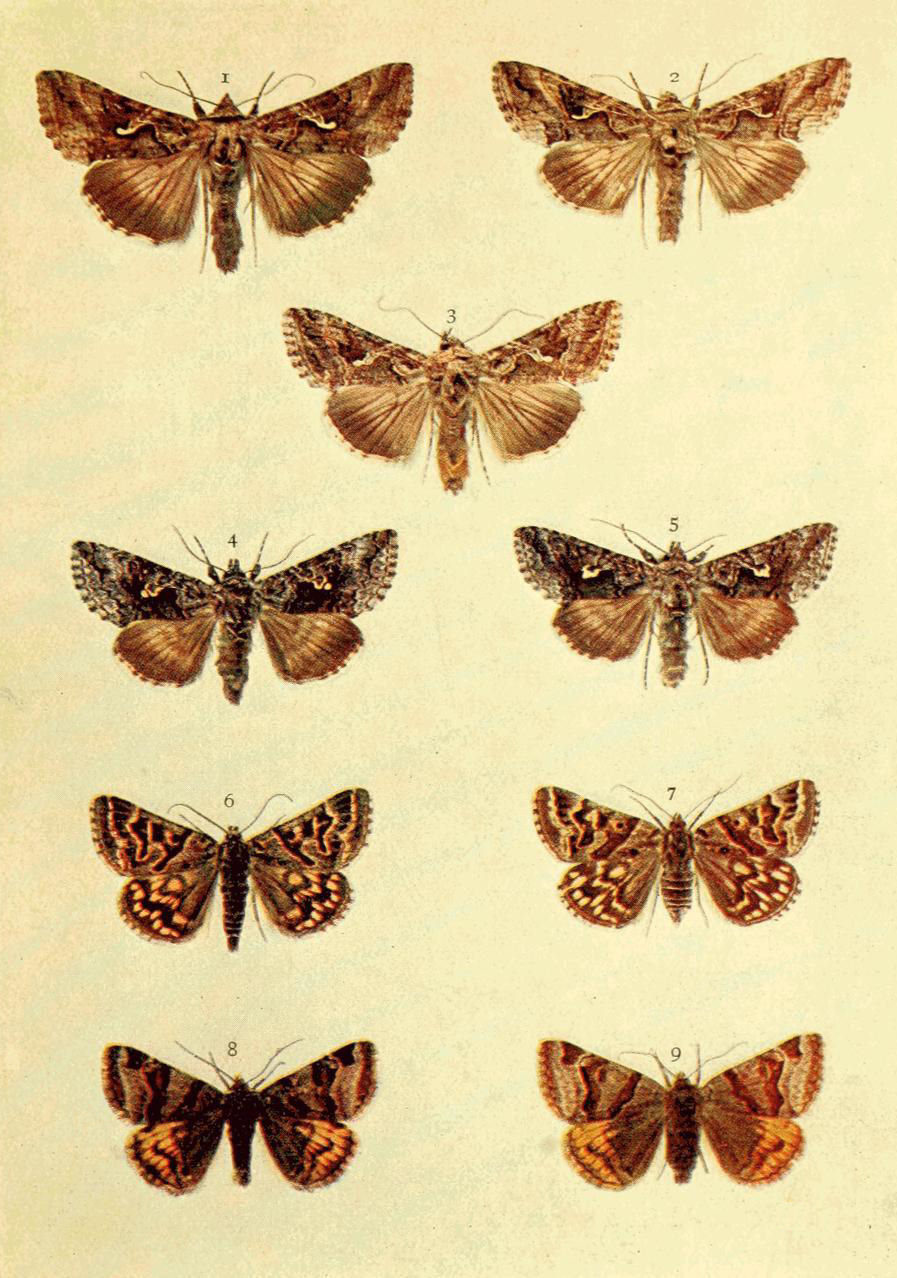
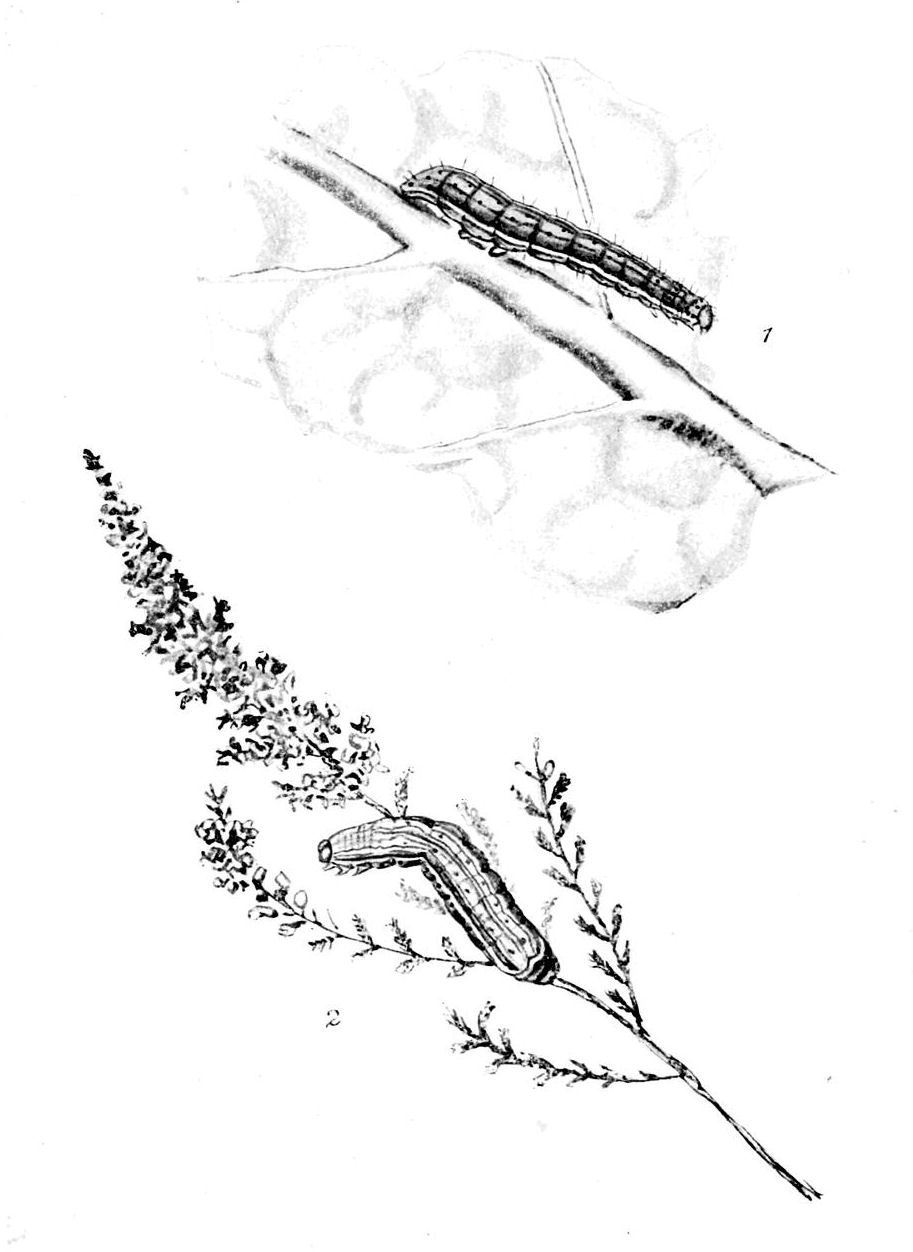